# Burhinus
Burhinus – rodzaj ptaków z rodziny kulonów (Burhinidae).

## Rozmieszczenie geograficzne
Rodzaj obejmuje gatunki występujące w Afryce, Eurazji, Australii oraz na Nowej Gwinei.

## Morfologia
Długość ciała 32–59 cm, masa ciała 290–860 g.

## Systematyka
Rodzaj zdefiniował w 1811 roku niemiecki zoolog Johann Karl Wilhelm Illiger w publikacji własnego autorstwa poświęconej wstępnej klasyfikacji systematycznej ssaków i ptaków. Gatunkiem typowym jest (oznaczenie monotypowe) kulon australijski (B. grallarius).

### Etymologia
- Burhinus: gr. βου- bou- ‘wielki’, od βους bous ‘wół’; ῥις rhis, ῥινος rhinos ‘nos’[8].
- Oedicnemus: gr. οιδος oidos, οιδευς oideus ‘obrzęk’, od οιδεω oideō ‘nabrzmiewać, pęcznieć’; κνημη knēmē ‘noga’[9]. Gatunek typowy (absolutna tautonimia): Charadrius oedicnemus Linnaeus, 1758.
- Oedinecmus: na podstawie Charadrius oedicnemus Linnaeus, 1758[10].
- Fedoa: zlatynizowana forma od dawnego angielskiego słowa fedoa oznaczającego rycyka[11]. Gatunek typowy (oznaczenie monotypowe): Charadrius oedicnemus Linnaeus, 1758.
- Planorhamphus: gr. πλανος planos ‘zmienny’; ῥαμφος rhamphos ‘dziób’[12].
- Burhinops: rodzaj Burhinus Illiger, 1811; gr. ωψ ōps, ωπος ōpos ‘wygląd, oblicze’[13]. Gatunek typowy (oryginalne oznaczenie): Oedicnemus capensis M.H.C. Lichtenstein, 1823.

### Podział systematyczny
Do rodzaju należą następujące gatunki:
- Burhinus capensis (M.H.C. Lichtenstein, 1823) – kulon plamisty
- Burhinus vermiculatus (Cabanis, 1868) – kulon nadwodny
- Burhinus grallarius (Latham, 1801) – kulon australijski
- Burhinus oedicnemus (Linnaeus, 1758) – kulon zwyczajny
- Burhinus indicus (Salvadori, 1866) – kulon indyjski
- Burhinus senegalensis (Swainson, 1837) – kulon rzeczny